# Bundesverband der Deutschen Luftverkehrswirtschaft
Der Bundesverband der Deutschen Luftverkehrswirtschaft e. V. (BDL) ist ein Interessenverband der deutschen Luftverkehrswirtschaft mit Sitz in Berlin.

## Aufgaben
Der Verband artikuliert die gemeinsamen Positionen der gesamten deutschen Luftverkehrsbranche nach außen, beispielsweise die Empfehlung einer wettbewerbsneutralen Ausgestaltung des EU-Emissionshandels im Luftverkehr. Künftige Aufgaben sollen gemeinsam bewältigt werden. Der Verband plädiert u. a. für eine europaweite und wettbewerbsneutrale Regelung des Nachtflugverkehrs, wie zum Beispiel die Aufweichung des Verbots von Nachtflügen (der BDL verwendet alternativ den Terminus Flüge in Tagesrandzeiten). Nach Ansicht des BDL wird in Deutschland nicht überall Nachtflugverkehr benötigt.

## Mitglieder des Verbands
Mitglieder sind u. a. die Fluggesellschaften Condor Flugdienst, Deutsche Lufthansa AG, TUIfly GmbH und DHL/European Air Transport Leipzig, die Flughafen Berlin Brandenburg GmbH und die Fraport, die DFS Deutsche Flugsicherung GmbH, die Verbände ADV und BDF sowie die Gebr. Heinemann SE & Co. KG.

## Organisation und Leitung
Der BDL ist als eingetragener Verein organisiert; er wurde am 9. Dezember 2010 gegründet. Ehrenamtlicher Gründungspräsident war Dieter Kaden, der sein Amt im Dezember 2010 neben seiner Funktion als Vorsitzender der Geschäftsführung der DFS Deutsche Flugsicherung GmbH übernahm. Er wurde zum 1. Juni 2011 von Klaus-Peter Siegloch abgelöst, der im März 2011 zum hauptamtlichen Präsidenten des BDL gewählt wurde.
Zum 1. Juni 2016 trat Stefan Schulte, Vorstandsvorsitzender der Fraport AG, als ehrenamtlicher Präsident die Nachfolge Sieglochs an. Zum 1. Juni 2018 übernahm turnusgemäß für zwei Jahre Klaus-Dieter Scheurle, Vorsitzender der Geschäftsführung der DFS Deutsche Flugsicherung, den Vorsitz des Verbandes. Ihm folgte im Amt des ehrenamtlichen Präsidenten zum 1. Juni 2020 Peter Gerber, Vorstandsvorsitzender der Lufthansa Cargo AG. Am 1. Juni 2022 übernahm Jost Lammers das Präsidentenamt. Seit dem 1. Juli 2024 ist Jens Bischof Präsident des BDL.
Hauptgeschäftsführer des BDL ist seit dem 1. Juli 2024 Joachim Lang, der frühere Hauptgeschäftsführer des Bundesverbands der Deutschen Industrie.

## 4-Liter-Kampagne
Der Verband koordiniert eine Werbekampagne der deutschen Luftverkehrswirtschaft. Laut Angaben des BDL verbrauchten die Flugzeuge der Mitglieder des BDL im Jahr 2011 für alle In- und Auslandsflüge insgesamt durchschnittlich weniger als vier Liter Treibstoff auf 100 Kilometer pro Passagier. Die Kampagne wurde allerdings als Greenwashing kritisiert; u. a. argumentierte  das Umweltbundesamt, dass Treibhausgasemissionen in großer Höhe besonders klimawirksam sind und daher mindestens so klimaschädlich seien wie die Emissionen eines acht Liter verbrauchenden Pkw. Tatsächlich sind die gesamten Umweltauswirkungen des Luftverkehrs pro Passagier wesentlich höher als die Umweltauswirkungen aller anderen Verkehrsmittel.